# Moriarty the Patriot
Патриот Мориарти (яп. 憂国のモリアーティ Ю:коку но Мориа:ти, также «Патриотизм Мориарти») — детективная манга, написанная Рёсукэ Такэути и иллюстрированная Хикару Миёси. Манга основана на произведениях о Шерлоке Холмсе Артура Конан Дойля. Она является приквелом к событиям книг, рассказывающим о юности профессора Джеймса Мориарти. На её основе был снят аниме-сериал студией Production I.G, его премьера состоялась в октябре 2020 года. Сериал вышел в формате сплит-кура, то есть длился два стандартных сезона — 24 серии — с перерывом в три месяца в середине показа.

## Сюжет
XIX век. Англия сумела построить Британскую империю, установив колонии по всему миру. Но все богатства империи сосредоточены в руках 3 % людей. В строгом классовом обществе распространено убеждение, что возможности человека определены с момента рождения.
Джеймс Мориарти — сирота, которого усыновил дом Мориарти. Под именем Уильям Джеймс Мориарти он решает противостоять жёсткой классовой системе Великобритании вместе со своими братьями и для этого становится консультантом преступности.

## Персонажи
Уильям Джеймс Мориарти (яп. ウィリアム・ジェームズ・モリアーティ Уириаму Дзэ:мудзу Мориа:ти)
Сэйю: Сома Сайто, Сидзука Исигами (в детстве)
Главный герой, средний из братьев Мориарти и консультант преступности. Был принят в семью Мориарти после встречи с Альбертом, а позже занял место их настоящего сына Уильяма, погибшего в пожаре вместе с родителями в результате одной из его схем. Он обладает незаурядным умом и использует его для создания идеальных преступлений, противостоя классовой системе и недостаткам Викторианского общества. Он помогает жертвам преступлений отомстить тем, кого не может призвать к ответу полиция или общество. Для него создание идеального преступления — головоломка, которую надо решить, работа, которой он наслаждается, возможно даже чересчур сильно. И безусловно одним из бонусов является то, что сам он остается в стороне от совершаемого преступления. Мориарти в произведении намного моложе своего прототипа из книг, к тому же изображен в образе бисёнэна, но в то же время сохраняет основные черты персонажа Конан Дойля — высокий, бледный и сдержанный.
Альберт Джеймс Мориарти (яп. アルバート・ジェームズ・モリアーティ Аруба:то Дзэ:мудзу Мориа:ти)
Сэйю: Такуя Сато
Старший из братьев Мориарти и единственный истинный Мориарти из них.
Луис Джеймс Мориарти (яп. ルイス・ジェームズ・モリアーティ Руису Дзэ:мудзу Мориа:ти)
Сэйю: Тиаки Кобаяси, Нао Тояма (в детстве)
Младший из братьев Мориарти. Он рос в приюте вместе с Уильямом и после того, как тот занял место убитого Уильяма, Луис так же был принят в семью Мориарти.
Шерлок Холмс (яп. シャーロック・ホームズ Ся:рокку Хо:мудзу)
Сэйю: Макото Фурукава
Джон Х. Ватсон (яп. ジョン・H・ワトソン Дзён Этти Ватосон)
Сэйю: Юки Оно
Фред Порлок (яп. フレッド・ポーロック Фурэддо По:рокку)
Сэйю: Юто Уэмура
Сдержанный помощник Уильяма, мастер переодеваний и боевых искусств. Он выполняет роль шпиона и информатора Мориарти.
Себастиан Моран (яп. セバスチャン・モラン Сэбасутян Моран)
Сэйю: Сатоси Хино
Один из сообщников Уильяма. Бывший военный, однажды вынужденный покинуть армию. Профессионал в обращении с оружием. Выполняет роль телохранителя и убийцы при Уильяме.

## Медиа

### Манга
Манга была написана Рёсукэ Такэути и проиллюстрирована Хикару Миёси. С 4 августа 2016 года она выходила в журнале Jump Square издательства Shueisha. На ноябрь 2020 года главы были собраны и изданы в виде 13 танкобонов, не раз попадавших в топы продаж в Японии. На конец 2018 года общее количество изданных томов превысило 1 млн копий.
Манга была лицензирована в Северной Америке компанией Viz Media.

#### Список томов
| №  | Дата публикации     | ISBN                   |
| -- | ------------------- | ---------------------- |
| 1  | 4 ноября 2016 года  | ISBN 978-4-08-880857-4 |
| 2  | 3 марта 2017 года   | ISBN 978-4-08-881031-7 |
| 3  | 4 июля 2017 года    | ISBN 978-4-08-881123-9 |
| 4  | 2 ноября 2017 года  | ISBN 978-4-08-881166-6 |
| 5  | 2 марта 2018 года   | ISBN 978-4-08-881365-3 |
| 6  | 4 июля 2018 года    | ISBN 978-4-08-881424-7 |
| 7  | 2 ноября 2018 года  | ISBN 978-4-08-881627-2 |
| 8  | 4 марта 2019 года   | ISBN 978-4-08-881766-8 |
| 9  | 4 июля 2019 года    | ISBN 978-4-08-881889-4 |
| 10 | 1 ноября 2019 года  | ISBN 978-4-08-882109-2 |
| 11 | 4 марта 2020 года   | ISBN 978-4-08-882233-4 |
| 12 | 3 июля 2020 года    | ISBN 978-4-08-882360-7 |
| 13 | 4 ноября 2020 года  | ISBN 978-4-08-882482-6 |
| 14 | 2 апреля 2021 года  | ISBN 978-4-08-882601-1 |
| 15 | 4 августа 2021 года | ISBN 978-4-08-882741-4 |

### Спектакли
В 2019 и 2020 годах в Японии было поставлено два мюзикла по мотивам манги.

### Аниме
Аниме-сериал был анонсирован в ходе Jump Festa '20 22 декабря 2019 года. Режиссёром сериала выступает Кадзуя Номура в студии Production I.G, Тоору Окубо отвечает за дизайн персонажей и также выступает в роли главного режиссёра анимации. Го Дзаппа и Таку Кисимото занимаются сценарием, а Асами Татибана — музыкой. Предварительный показ первой серии прошел 21 сентября 2020 года, но официальная премьера сериала состоялась только 11 октября 2020 года на каналах Tokyo MX, BS11 и MBS. Начальная тема «DYING WISH» исполняется Тасуку Хатанакой, тогда как завершающая «ALPHA» — группой STEREO DIVE FOUNDATION. К выходу запланировано 24 серии в виде сплит-кура, показ второй части начнется в апреле 2021 года.
Muse Communication лицензировала аниме в Юго-Восточной Азии. Права на сериал и его стриминг в Северной Америке и Великобритании были приобретены Funimation.

## Критика
Рёсукэ Такэути провёл тщательную работу не только над оригинальными текстами Артура Конан Дойля, но и над фанатскими теориями вокруг них. Он учёл имеющиеся у Конан Дойля противоречия в именах и числе братьев Мориарти, а также уточнил их профессии и место жительства. В произведении также используется классическое изображение Мориарти Сидни Пэджетом. Обращает на себя также и внимание к историческим деталям. Основной темой манги становится исследование причин, приведших к противостоянию Мориарти с Шерлоком.
Еще до выхода аниме некоторые критики отметили его как одно из самых ожидаемых в сезоне. Премьерная серия получила в основном высокие оценки критиков. Особенно обращает на себя внимание отличный подбор цветовой гаммы и освещения, а также порой готическая атмосфера Лондона. Ракурсы не забывают напоминать, что ценой роскоши аристократии является бедность низших классов. Братья Мориарти напоминают более молодую и богатую версию Холмса во время расследования преступлений своей дедукцией и логическими заключениями. Отличие от знаменитого детектива проявляется лишь в действиях братьев, когда те находят преступника. Они отражают те тёмные уголки души человека, в которых живет желание кровавого правосудия. Как детектив сериал тоже выглядит удачно: загадка первой серии не оказывается ни слишком очевидной, ни настолько запутанной, что разгадка приходит лишь по желанию автора, а не вытекает из логичного решения, к которому приходит герой.